# Narjiss Nejjar
Narjiss Nejjar (sinh năm 1971) là một nhà làm phim và nhà biên kịch người Maroc. Bộ phim của cô Les Yeux Secs (Cry No More)  đã được chiếu tại Cannes năm 2003.

## Cuộc sống ban đầu và sự nghiệp
Nejjar là một sinh viên tại ESRA ở Paris, nơi cô học làm phim.
Năm 1994, cô đạo diễn bộ phim tài liệu đầu tiên L'exigence de la Dignite. Cô đã làm việc trên phim tài liệu cũng như phim viễn tưởng; Bộ phim nổi tiếng nhất của cô, Les Yeux Secs ban đầu bắt đầu như một bộ phim tài liệu về những người phụ nữ của Tizi nhưng những người phụ nữ từ chối được quay. Bộ phim được trình chiếu tại liên hoan phim Cannes 2003 và Liên hoan phim Rabat quốc tế lần thứ 4 nơi cô nhận được giải thưởng lớn.
Cô cũng là tác giả của cuốn tiểu thuyết Cahier d'empreintes; phát hành năm 1999.
Nejjar là con gái của tiểu thuyết gia Noufissa S Bạch; S Bạch là nhà sản xuất trên Les Yeux Secs.

## Phim được chọn
- L'exigence de la Dignite (1994)
- Khaddouj, Memire de Targha (1996)
- Les Salines (1998)
- Le septième ciel (2001)
- Le miroir du fou (2002)
- Les Yeux Secs (Khóc không còn nữa, 2003)
- Wake Up Morocco (2006)
- Terminus des anges (2010)
- L'amante du rif (2011)